# Olga Grigoreva
Olga Anatolevna Grigoreva (ryska: О́льга Анато́льевна Григо́рьева), född 15 november 1966 i Leningrad, nuvarande Sankt Petersburg, är en rysk författare som skriver inom fantasygenren. I sin ungdom var Olga Grigoreva flerfaldig mästarinna i Sovjetunionens mästerskap i simning, men efter 1996 började hon sin författarbana och har hittills skrivit åtta böcker om historisk mytologi. Förutom sin litterära verksamhet är hon för  närvarande gymnastiklärare på Sankt Petersburgs gymnastik- och matematikskola nummer 30.. 

## Idrottskarriär
I ungdomen ägnade Olga Grigoreva sig åt simning. Efter avslutad grundskola började hon på det statliga idrottsinstitutet uppkallat efter Peter Lesgaft. Under andra året fick hon erbjudande att börja på Journalisthögskolan vid Sankt Petersburgs universitet, men tackade nej.
Olga Grigoreva blev åttafaldig mästarinna i Sovjetunionens mästerskap i simning (1981, 1983, 1985 och 1986, idrottsmästare av internationell klass, pristagare i många Spartakiader (till exempel Sovjetunionens 8:e sommarspartakiad) åttafaldig pristagare i Sovjetunionens mästerskap (1983 och 1984), fyrfaldig innehavare av Sovjetunionens pokal (1982 och 1983), Europamästerskap.
Efter universitetsstudierna arbetade Olga Grigoreva som tränare och instruktör vid Sovjetunionens flotta från 1980 till 1985.

## Författarskap
Trots att Olga Grigorevas bror Dmitrij Grigorev är författare, poet och prosaist, hade hon själv först ingen tanke på att bli författare. Hennes första bok Ladoga publicerades 1996. Hon skrev den för sin son, på pendeltåget, för att han inte skulle ha tråkigt på vägen till datjan.
Efter den framgångsrika utgivningen började Grigoreva studera slavisk och Skandinaviens historia. År 1997 skrev hon Bärsärk (kyrilliska: Берсерк), som kom ut i flera upplagor (i en sammanlagd upplaga på cirka 100 000 exemplar) en roman i den skandinaviska cykeln, och Trollkarlen (kyrilliska: Колдун), en roman som ger en fantasyversion av händelser strax innan Rus kristnades.
Mellan åren 1999 och 2000 arbetade Olga Grigoreva i ett samarbetsprojekt med författaren Vladimir Valerevitj Kolosov Under den gemensamma pseudonymen Felix Jusupov gav de ut tre romaner i genren ironiska detektivberättelser – Kuva skräcken (kyrilliska: Укрощение страха), Nikita och ängeln (kyrilliska: Никита и ангел), Den svarta ängeln (kyrilliska: Чёрный ангел). Därefter lämnade Grigoreva projektet och de resterande romanerna under pseudonymen Felix Josupov skrevs av Vladimir Kolosov själv.

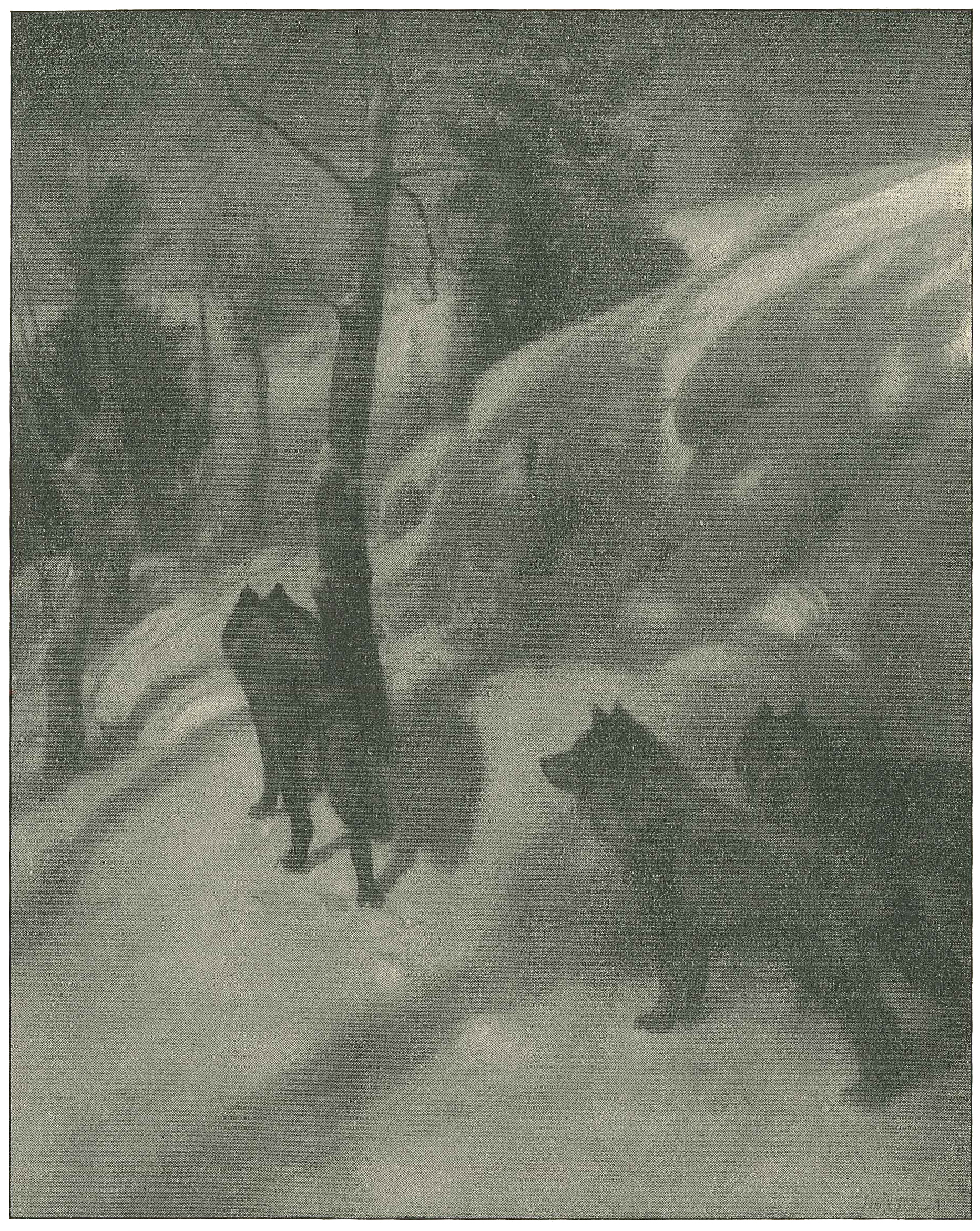
Grigoreva har gjort sig ett namn inom historisk fantasy, bland annat med romanen Vargens skugga (bild: Vargar av Johan Tirén).

År 2002 började Olga Grigoreva samarbeta med förlaget Krylov, som gav ut hennes böcker inom genren historisk fantasy: Gunstlingen, Flocken, Överfallet. År 2007 bestämde hon sig för att återvända till temat för sin första bok, och skrev fortsättningen, romanerna Vargens skugga och Den helige anden. Båda romanerna ingår i samlingen ”Gamla Ladoga”, där Grigoreva utifrån reella historiska fakta och personer skapar en ny, mystisk intrig.

## Böcker översatta till svenska
- Trollkarlen (på ryska: Koldun) (2023, Lava) [12]

## Priser och utmärkelser
- 2007 – romanen Набег Överfallet blev belönad med Gogolpriset för bästa prosaverk
- 2008 – cykeln Старая Ладога Gamla Ladoga blev belönad med Bastetpriset för bästa historiska fantasyn. Priset delades ut på Bastcons 8:e konferens.